# Desertoniscus tekinus
Desertoniscus tekinus är en kräftdjursart som beskrevs av Borutzkii 1945. Desertoniscus tekinus ingår i släktet Desertoniscus och familjen Trachelipodidae. Inga underarter finns listade i Catalogue of Life.